# John Lewis (politiker)
 For alternative betydninger, se John Lewis. (Se også artikler, som begynder med John Lewis)
John Robert Lewis (født 21. februar 1940 i Troy, Alabama, død 17. juli 2020 i Atlanta, Georgia) var en amerikansk politiker og borgerrettighedsforkæmper, der fra 1987 og frem til sin død var medlem af Repræsentanternes Hus for Georgias femte kongresdistrikt for Det Demokratiske Parti. Han var en fremtrædende leder i den amerikanske borgerrettighedsbevægelse og var fra 1963 til 1966 formand for Student Nonviolent Coordinating Committee (forkortet SNCC – på dansk: De Studerendes Ikke-voldelige Koordineringskomité) og spillede en nøglerolle i den politiske kamp for ophævningen af raceadskillelsen i USA.

## Tidligt liv, uddannelse og karriere
Lewis blev født lidt udenfor Troy i delstaten Alabama som den tredje søn af Willie Mae (født Carter) og Eddie Lewis. Hans forældre var begge jordforpagtere.  Han blev uddannet i Brundige samt ved American Baptist College og Fisk University, der begge lå i Nashville, Tennessee, hvor han blandt andet arrangerede sit-ins på caféer som demonstration mod raceadskillelsen på stederne. Som studerende undersøgte han systematisk tenkikkerne og filosofien til ikke-vold. Han var én af de 13 oprindelige såkaldte Freedom Riders, (dansk: Frihedsrejsende) hvor demonstranter blandt andet kørte med busser fra Nord- til Sydstaterne med det formål at ophæve raceadskillelsen i netop de Sydstater hvor Lewis boede.
Han fik en bachelor i religion og filosofi fra Fisk University.
I et invterview udtalte Lewis senere, at "Da jeg voksede op i Alabama så jeg overalt systemet af raceadskillelse og -diskrimination." Han fortalte i et senere interview, at da han som 16-årig tog på biblioteket for at få et lånerkort afviste bibliotekaren ham og hans søskende med begrundelsen, at biblioteket var for hvide og ikke farvede. Lewis fulgte med i kampen for borgerrettigheder, og særligt Martin Luther King Jr. og Rosa Parks i radioen, da busboykotten i Montgomery og den efterfølgende borgerrettighedskamp blussede op. Det var på dét tidspunkt, han valgte at gå ind i kampen for afroamerikanskes borgerrettigheder.

## Borgerrettighedsaktivisme
I 1961 blev Lewis engageret i Student Nonviolent Coordinating Committee og blev i 1963 leder af komitéen og sad som formand frem til 1966. Han citeres i dag som en anerkendt og en af de mest betydningsfulde ledere af borgerrettighedsbevægelsen. Han var heriblandt én af de 13 oprindelige Freedom Riders, der tog med busser til Sydstaterne og demonstrerede for ophævelsen af raceadskillelsen på blandt andet busterminalerne. Lewis og andre borgerrettighedsaktivister fik flere gange dødstrusler og blev ofte både arresteret samt alvorligt skadede, efter de var blevet banket af raceadskillelsesstøtter under flere af deres aktioner. Som følge af sin aktivisme har Lewis været arresteret mindst 45 gange, nyligst i 2013, da han demonstrerede for gennemgribende immigrationsreform.
Lewis blev i 1963 anerkendt som en af de "Big Six" (dansk: Seks store) ledere af borgerrettighedsbevægelsen, sammen med blandt andre Martin Luther King Jr., A. Philip Randolph og Whitney Young. Samme år var Lewis med til at arrangere The March on Washington for Jobs and Freedom i august 1963, hvor Martin Luther King Jr. holdt sin berømte "I Have a Dream"-tale, og hvor Lewis også, som den yngste af alle talere, talte.
I 1964 koordinerede Lewis SNCC's indsats under "Mississippis frihedssommer", en kampagne for at registrere sorte vælgere i hele Sydstatsområdet. Lewis blev nationalt kendt gennem hans rolle i Selma–Montgomery-marchene, der havde til formål at kræve ende på diskriminering i vælgerregistreringsprocessen. Den 7. marts 1965, der senere blev kendt som "Bloody Sunday" (dansk: "den blodige søndag") ledte Lewis og medaktivisten Hosea Williams over 600 aktivister mod Edmund Pettus-broen i Selma i Alabama. Ved broen blev de mødt at Alabamas statspoliti som beordrede dem til at sprede sig. Da de stoppede op for at bede udløste politiet tåregas mod demonstranterne, og betjente på heste angreb gruppen og slog dem politistave. Lewis' kranie blev skadet, og han blev efterfølgende indlagt på hospitalet. Lewis havde hele livet synlige ar på hovedet som følge af skaderne fra dette sammenstød.
Historikeren Howard Zinn skrev i 1994, at "Ved den store march ved Washington i marts 1963 talte formanden for SNCC, John Lewis, til den samme enorme menneskemængde, som hørte Martin Luther King Jr.s "I Have a Dream"-tale. Han var forberedt på at stille det rigtige spørgsmål: "Hvilken side er de føderale myndigheder på?" Sætningen blev fjernet af marchens organisatorer for at undgå at fornærme Kennedy-regeringen. Men Lewis og hans medarbejdere i SNCC havde, igen og igen, oplevet den underlige passivitet fra den nationale regering efter volden i Syden."
Da han var 21 år gammel var Lewis var den første Freedom Rider til at blive overfaldet. Dette skete da han prøvede at gå ind i et venteværelse, der var forbeholdt hvide, i Rock Hill i South Carolina. To mænd overfaldt ham og og sparkede ham i hovedet og ribbenene. Trods sit overfald tog Lewis under to uger senere på endnu en frihedsrejse, denne gang til Jackson i Mississippi. "Vi var fast besluttet på ikke at lade nogen form for vold holde os fra vores mål. ... Vi vidste, at vores liv potentielt kunne komme i fare, men vi havde gjort op med os selv, at vi ikke ville vende om."
I et interview for 40-års jubilæet for frihedsrejserne fortalte han i 2001 om den vold, han og de tolv andre oprindelse frihedsrejsende havde mødt. I Anniston i Alabama blev bussen, de frihedsrejsende sad i, brandbombet efter at medlemmer af Ku Klux Klan havde punkteret dækkene og dermed tvunget bussen til at stoppe. I Birmingham blev de frihedsrejsende også banket, og i Montgomery blev de mødt af en vred hob af folk, og Lewis blev slået i hovedet med en trækasse. "Det var meget voldsomt. Jeg troede, jeg skulle dø. Jeg blev efterladt liggende bevidstløs ved Greyhound-busstationen i Montgomery," fortalte Lewis i interviewet. Lewis fortalte, at meningen med disse frihedsrejser var for at teste en ny lov, der var blevet vedtaget af USA's Højesteret, der forbød raceadskillelse på offentlig transport.
De føderale mynigheder havde givet sin tillid til, at det – ifølge Howard Zinn – notorisk racistiske politi i Alabama ville beskytte de frihedsrejsende og stillede ikke selv nogen beskyttelse til rådighed, udover at have FBI-agenter til at tage noter. Kennedy-regeringen talte for en såkaldt "nedkølingsperiode" – et moratorium – på frihedsrejserne. Lewis sad fyrre dage på maximum security-afdelingen i delstatsfængslet i Mississippi efter at have deltaget i en frihedsrejse i Jackson. Hans forbrydelse var at sidde som sort i et venteværelse på en busstation, der var forbeholdt hvide.
I februar 2009, otteogfyrre år efter, at han var blevet blodigt banket af Ku Klux Klan under borgerrettighedsmarcher, modtog Lewis en undskyldning på nationalt TV af det tidligere Klanmedlem Elwin Wilson, der 1961 havde angrebet Lewis under et freedom ride i South Carolina.

## Politisk karriere
Lewis stillede for første gang op til et valg, da pladsen i Repræsentanternes Hus tildelt Georgias 5. kongresdistrikt blev ledigt, efter præsident Jimmy Carter udpegede det daværende kongresmedlem Andrew Young til at være USA's ambassadør i FN i 1977. Lewis tabte valget til den senere senator, Wyche Fowler, med 38% mod Fowlers 62%.
Efter hans mislykkede forsøg på at blive valgt til i Kongressen i 1977 stod Lewis uden job, og var tilmed i gæld fra hans kampagne. Han accepterede en position i Carter-administrationen som meddirektør for ACTION, et statsligt bureau med ansvaret for bl.a. AmeriCorps VISTA, et nationalt program for at bekæmpe fattigdom. Han havde jobbet i 2½ år, men gik af, da præsidentvalget i 1980 nærmede sig.
I 1981 stillede han op til Atlanta byråd og blev valgt med 69% af stemmerne. Han sad indtil 1986, da han blev valgt til Repræsentanternes Hus.
Efter ni år som medlem af Repræsentanternes Hus valgte Fowler ikke at genopstille og derimod fokusere på at blive valgt til Senatet. Lewis besluttede sig for endnu engang at forsøge at blive valgt for Georgias 5. kongresdistrikt. I primærvalget vandt delstatssenatoren Julian Bond over Lewis med 47% mod Lewis' 35%. I anden primærvalgrunde besejrede Lewis Bond med 52% mod Bonds 48%. Under valgkampen havde Lewis kørt reklamer, hvor han beskyldte Fowler for at være korrupt, antydede, at han havde et misbrug af kokain samt at han havde løjet om sin borgerrettighedsaktivisme. Ved valget i november 1986 vandt Lewis stort over sin Republikanske modstander, Portia Scott, med 75% mod Scotts 25%.
Lewis blev gennem hans karriere genvalgt 17 gange til Repræsentanternes Hus, hver gang med mindst 68% af stemmerne. Hans dårligste valg var i 1994, da han besejrede Republikaneren Dale Dixon med 69% mod 31%, og hans bedste var, da han i 1996, 2002, 2004, 2014 og 2018 stillede op uden modkandidat og modtog samtlige 100% af stemmerne.
Avisen Washington Post beskrev i 1998 Lewis som værende "en strengt partisk Demokrat, men ... også strengt partiuafhængig." Avisen The Atlanta Journal-Constitution skrev i 2006, at Lewis var den "eneste tidligere ledende figur borgerrettighedsbevægelsen, der udvidede sin kamp for menneskerettigheder og raceforsoning til også at foregå indenfor Kongressens mure." Avisen beskrev også, hvordan man blandt Lewis' bekendte "fra Senatorer til hans nogen-og-tyve medarbejdere" kaldte ham for "Kongressens samvittighed." Han har været talsmand for homoseksuelles rettigheder samt støttet en national universal sundhedsforsikring.
Lewis modsatte sig USA's intervenering i Golfkrigen i 1991, NAFTA-frihandelsaftalen og USA's handelsaftale med Kina i 2000.
Da præsident Bill Clinton overvejede at invadere Haiti, modsatte Lewis sig en væbnet intervenering, som det eneste medlem af Kongressens afroamerikanske gruppe. Da Clinton senere sendte tropper til Haiti samlede Lewis sig om tropperne, opfordrede til at støtte dem, og kaldte interventionen en "fredsmission".
Lewis var stor kritiker af præsident George W. Bush og Irakkrigen. Associated Press har sagt, at han var den "første vigtige medlem af Repræsentanternes Hus til at foreslå at stille George W. Bush for en rigsretssag" og argumenterede for, at præsidenten "bevidst [og] systeatisk overtrådte loven" ved at tillade NSA at aflytte borgere uden en kendelse. Lewis udtalte, at "han er ikke konge, han er præsident."
Ofte trak Lewis sammenligninger fra hans historiske deltagelse borgerrettighedsbevægelsen til hans politik. Han tog hvert år på en årlig pilgrimsrejse til Alabama for at gå ruten, hvor marchen, han ledte fra Selma til Montgomery i 1965, gik. Ruten blev senere en del af USA's National Historic Trail-system.
I marts 2003 talte Lewis til 30.000 mennesker i Portland i Oregon under en antigkrigsprotest kort før Irakkrigen begyndte. Lewis blev anholdt flere gange gennem hans tid som kongresmedlem,heriblandt i 2009, da han udenfor Sudans ambassade demonstrererede mod folkedrabet i Darfur.
Op mod Demokraternes primærvalg til præsidentvalget i 2008 støttede Lewis oprindeligt Hillary Clinton, men i februar 2008 ændrede han sin støtte og valgte i stedet at bakke op om Barack Obama. "Der sker noget i USA, og folk er forberedt på at gøre et stort spring for at få det til at ske," udtalte han i den forbindelse. Samtidig var han strækt kritisk overfor John McCain og Sarah Palin, henholdsvis den Republikanske præsident- og vicepræsidentkandidat, og udtalte i oktober 2008, at de "såede had og splittelse," på en måde, der mindede Lewis om Alabamas tidligere guvernør George Wallace og "endnu en destruktiv periode" i amerikansk politik. Disse var dog udtalelser, Obama ikke kunne støtte, og Lewis ændrede senere sine udtalelser.

## Selvbiografi
Lewis' selvbiografi, Walking with the Wind: A Memoir of the Movement, blev udgivet i 1999.